# مزاحم (فیلم ۲۰۱۹)
مزاحم (فیلم ۲۰۱۹) به (انگلیسی:The Intruder) یک فیلم هیجان انگیز، تریلر روان‌شناختی محصول آمریکا در سال ۲۰۱۹ است.

## داستان
اسکات ( مایکل الی ) و آنی هاوارد ( میگان گود ) یک خانه در دره ناپا به نام "فاکس گلو" را از صاحب قبلی آن، چارلی پک ( دنیس کوید ) خریداری می کنند. چارلی توضیح می دهد که همسرش الن دو سال قبل از سرطان درگذشت و او به زودی برای زندگی با دخترش کسیدی به فلوریدا نقل مکان خواهد کرد. اسکات فوراً توسط چارلی عصبانی می شود که به نظر می رسد بیش از حد با آنی دوستانه است و مدام بی خبر از او دور می شود.

## بازیگران
- دنیس کواید
- مایکل ایلی
- مگان گود
- جوزف سیکورا
- اریکا سرا